# Richard T. Antoun
Richard T. "Dick" Antoun (Worcester, 31 de marzo de 1932-Vestal, 4 de diciembre de 2009) fue un antropólogo estadounidense y profesor en la Universidad de Binghamton. Estaba especializado en estudios islámicos y de Medio Oriente.
Su trabajo se centró, entre otras cosas, en la religión y la organización social de la tradición en la ley y la ética islámica. Fue asesinado por apuñalamiento en su oficina de la Universidad de Binghamton en diciembre de 2009; un estudiante de posgrado saudita se declaró culpable de matarlo y fue sentenciado a 15 años de prisión.

## Biografía
Creció en Shrewsbury, Massachusetts, y se graduó de Shrewsbury High School en 1949. Recibió su licenciatura en historia de Williams College en 1953, su maestría en relaciones internacionales de la Universidad Johns Hopkins en 1955 y su doctorado en antropología y estudios de Oriente Medio de la Universidad de Harvard en 1963; su tesis llevó el título de Kufr al-Ma: una aldea en Jordania, un estudio de estructura social y control social.
En octubre de 1959, comenzó su carrera con el trabajo de campo etnográfico en Jordania. Durante las siguientes cuatro décadas, vivió intermitentemente en Kufr al-Ma, una pequeña aldea musulmana sunita, estudiando el Corán con el predicador autodidacta local. También realizó trabajo de campo en Beirut, Líbano (1965 y 1966), Gorgán, Irán (1971 y 1972) y Katerini, Grecia (1993).
Impartió clases en la Universidad de Mánchester en Inglaterra (1960–62), la Universidad de Harvard (1963), la Universidad de Indiana (1963–70), la Universidad Americana de Beirut (1965–67), la Universidad de Binghamton (1970–2009), la Universidad de Chicago (1977) y la Universidad de El Cairo (1989).
En Binghamton se convirtió en profesor Bartle de Antropología. Era "un antropólogo sociocultural que realizó investigaciones entre campesinos de Jordania, habitantes de zonas urbanas del Líbano, campesinos de Irán e inmigrantes de Texas y Grecia". En 1981 fue elegido presidente de la Asociación de Estudios de Oriente Medio de América del Norte. En 1999, se convirtió en emérito y continuó realizando investigaciones y ocupando un cargo en el campus.

## Asesinato
La policía del campus de la Universidad de Binghamton fue llamada a la oficina de Antoun a la 1:41 p. m. del 4 de diciembre de 2009. Había sido apuñalado cuatro veces en el pecho con una cuchilla de cocina de 6 pulgadas (15 cm) mientras estaba en su oficina, sufrió una perforación en el pulmón y murió.
El sospechoso todavía estaba en el edificio de Ciencias 1 de la universidad cuando llegó la policía; abordaron al sospechoso y lo registraron. Cuando preguntaron por Antoun, los testigos dijeron que él respondió: "Sí, acabo de apuñalarlo". El cuchillo utilizado en el apuñalamiento fue recuperado posteriormente.
El sospechoso, Abdulsalam S. al-Zahrani, era un estudiante de 46 años originario de Arabia Saudita y el cual se había graduado en antropología cultural por la Universidad de Binghamton. Antoun había trabajado con al-Zahrani y lo conocía desde hacía bastante tiempo. Antoun formó parte del comité de tesis doctoral de tres personas que juzgaría la tesis de al-Zahrani sobre "Voz sagrada, vista profana: los sentidos, la cosmología y la epistemología en la cultura árabe temprana".
Uno de los compañeros de cuarto de al-Zahrani, Souleymane Sakho, que vivió con él durante tres semanas, dijo de él: "Dije que estaba actuando de manera extraña, como un terrorista. Estaba todo el tiempo gritando en árabe, gritando amenazas, insultando a este país sin razón".

### Juicio contra Al-Zahrani
Después de su lectura de cargos, al-Zahrani fue acusado de asesinato en segundo grado y recluido sin derecho a fianza en el Centro Correccional del Sheriff del condado de Broome. La Saudi Gazette informó que el consulado saudita en Nueva York contrató a un abogado para representar a al-Zahrani. Lo representó la abogada de Nueva York, Frederica L. Miller. Miembros del consulado se reunieron con Al-Zahrani, y el consulado estuvo en contacto con su familia, incluido un pariente que vivía en Estados Unidos.
El senador Chuck Schumer siguió el caso y se puso en contacto con la fiscalía. Schumer dijo: "Tenemos que asegurarnos de que no sea como la situación... en la que esta persona huye del condado. Las autoridades policiales dicen que están vigilando con atención".
El 22 de enero de 2010, al-Zahrani fue acusado formalmente por un gran jurado en el Tribunal del Condado de Broome de apuñalar y matar intencionalmente a Antoun, y acusado de asesinato en segundo grado. Una condena por asesinato en segundo grado conllevaría una sentencia mínima de 15 años a cadena perpetua y una máxima de 25 años a cadena perpetua, según los estatutos de Nueva York. Al-Zahrani permaneció en la cárcel del condado de Broome sin derecho a fianza. Sus gastos legales fueron pagados por el Consulado Saudita.
El 4 de febrero de 2010, al-Zahrani se declaró inocente de un delito grave de asesinato en segundo grado y rechazó una audiencia de libertad bajo fianza ante el juez del condado de Broome, Martin E. Smith.
La abogada de Al-Zahrani escribió en un aviso de intención de utilizar pruebas psiquiátricas que ella presentó ante el Tribunal del Condado de Broome el 21 de julio de 2010, que las pruebas psiquiátricas demostrarían que él carecía de capacidad sustancial para conocer o apreciar la naturaleza y las consecuencias de su conducta, y que estaba "Psicótico y que padece una enfermedad mental grave de larga data: el trastorno esquizoafectivo". Las pruebas debían incluir testimonios de los expertos médicos de la defensa, Steven Simring y Charles Patrick Ewing.
Se celebró una audiencia de competencia después de que los profesionales de la salud mental concluyeran que al-Zahrani era mentalmente incompetente para comprender los cargos que se le imputaban o ser juzgado. El 22 de febrero de 2011, el juez del condado de Broome, Joseph F. Cawley Jr., ordenó que Al-Zahrani fuera puesto bajo custodia en un centro psiquiátrico estatal para recibir tratamiento, hasta que se le considerara mentalmente competente para ser juzgado. No se fijó una nueva fecha para el juicio y el pedido era válido por hasta un año. Al-Zahrani iba a ser juzgado cuando se le considerara mentalmente competente.
Al-Zahrani se declaró culpable el 20 de mayo de 2011 de un delito grave de homicidio en primer grado y acordó no apelar su sentencia. En septiembre de 2011 fue condenado en el tribunal del condado de Broome a 15 años de prisión. Fue puesto en libertad en octubre de 2022 y deportado a Arabia Saudita tras cumplir su pena de prisión.

## Publicaciones
Dejó un legado en sus escritos. Escribió Comprender el fundamentalismo: movimientos cristianos, islámicos y judíos en 2001; el libro salió justo antes de los atentados del 11 de septiembre. Sally K. Gallagher lo revisó para Sociology of Religion y escribió que el libro: "es una descripción general legible y una introducción a cómo las élites y comunidades conservadoras en tres tradiciones religiosas monoteístas se orientan hacia la modernidad". Peter A. Huff, al revisarlo, dijo que Antoun escribió sobre cómo:
su presencia [en la aldea] se volvió cada vez más problemática a medida que el clima del entorno cultural cambiaba dramáticamente. El diálogo se volvió polémico y los francos aldeanos, especialmente los hombres jóvenes, intentaron convertirlo al Islam. Desde la perspectiva de Antoun, estaba presenciando el nacimiento de una corriente local de fundamentalismo.
Scott R. Appleby, reseñándolo para Middle East Quarterly, escribió: "Hay mucho que elogiar en esta descripción general y accesible".

### Otras publicaciones seleccionadas
- "Desconfrontación institucionalizada: un estudio de caso de resolución de conflictos entre campesinos tribales en Jordania", en Resolución de conflictos en el mundo árabe, ed. por P. Salem., Universidad Americana de Beirut, 1997.
- "El caso del diente perdido", en Cómo negocia la gente: resolver disputas en diferentes culturas, editado por Guy Oliver Faure, Kluwer Academic Publishers, 2003.
- "Fundamentalismo, burocratización y cooptación de la religión por parte del Estado: un estudio de caso jordano ", Revista Internacional de Estudios de Oriente Medio, vol. 38, núm. 3, agosto de 2006.